# Katsuhiko Hayashi
Katsuhiko Hayashi (林 克彥 Hayashi Katsuhiko?, nacido en 1972) es un genetista reproductivo e investigador sobre células madre japonés. 
Consiguió la reproducción de ratones a partir de dos progenitores del mismo sexo, concretamente partiendo de dos ratones machos. Fue por ello incluido entre Los 10 de Nature de 2023, una selección de los científicos con aportaciones más relevantes.  Asimismo, la revista Time le ha seleccionado entre las 100 personas más influyentes de 2024.
Ha estado estudiando el mecanismo por el que se producen las células germinales que transmiten la información genética a la siguiente generación. En particular, ha identificado las moléculas y los factores ambientales que controlan el proceso de diferenciación del linaje oocitario que da lugar a los óvulos, reconstruyendo este proceso mediante células madre pluripotentes.
Basándose en estos estudios, ha estado investigando el mecanismo de control de calidad de la información genética en el linaje de los ovocitos y las enfermedades causadas por su ruptura.

## Carrera profesional
En marzo de 1994,  Hayashi se graduó en la Facultad de Agricultura de la Universidad de Meiji. Dos años más tarde fue contratado como asistente de investigación en el Instituto de Ciencias de la Vida (Departamento de Biología Molecular) de la Universidad de Ciencias de Tokio.
En agosto de 2002 consiguió el puesto de investigador a tiempo completo en el Instituto de Investigación del Centro Médico  para la Salud Materno-Infantil de la Prefectura de Osaka (División de Etiología y Patogénesis).
Finalizó sus estudios de doctorado en marzo de 2004 en la Universidad de Ciencias de Tokio. Unos meses más tarde consiguió una beca de investigación postdoctoral en el Instituto Gurdon de la Universidad de Cambridge.
En abril de 2009, Hayashi fue nombrado profesor (Lecturer)  de la Facultad de Medicina de la [Universidad de Kioto], en el departamento de Micromorfología Funcional. Tres años más tarde promocionó al puesto de profesor asociado en dicha facultad.
Fue nombrado catedrático de la Facultad de Medicina de la Universidad de Kyushu en abril de 2014, investigando durante varios años en la División de Células Madre del Genoma Humano.
Desde septiembre de 2021 es profesor de la Facultad de Medicina de la Universidad de Osaka.